# Dig, Herre Gud, är ingen lik
Dig, Herre Gud, är ingen lik är en kristen psalm. Texten är en skriven av en tysk författare på 1700-talet och översattes till svenska av Johan Olof Wallin.

## Publicerad i
- 1819 års psalmbok, som nummer 32 under rubriken "Skapelsen och försynen: I allmänhet".